# Arthula brunneocornis
Arthula brunneocornis là một loài tò vò trong họ Ichneumonidae.